# Lithium-nikkel-mangaan-kobaltoxide
Lithium-nikkel-mangaan-kobaltoxide, afgekort NMC, Li-NMC, LNMC, of NCM, is een gemengd metaaloxide van lithium, nikkel, mangaan en kobalt. De algemene scheikundige formule is LiNixMnyCo1-x-yO2. De combinatie NMC111 of NMC333 is bijvoorbeeld een molaire samenstelling van 33% nikkel, 33% mangaan en 33% kobalt met de formule LiNi0,33Mn0,33Co0,33O2.

## NMC-accu
Bij een NMC-accu, in bijvoorbeeld een elektrische auto, wordt de metaaloxide gebruikt voor de kathode. NMC-accu's hebben een hogere capaciteit door de toegevoegde combinatie van nikkel en mangaan. Nikkel zorgt voor een hoge specifieke energie, maar heeft van zichzelf een slechte stabiliteit. Mangaan vormt een spinelstructuur met een lage interne weerstand, maar heeft een lage specifieke energie. Door de combinatie versterken de metalen elkaar.